# Littérature tamoule classique
« littérature Sangam » redirige ici. Pour les autres significations, voir Sangam (homonymie).
La littérature tamoule classique, dont le cœur est constitué par la littérature du Sangam ou littérature Sangam, connaît probablement son âge d'or entre le Ier  et le IVe siècle mais peu de choses nous sont connues de façon certaine.
Le tamoul est considéré comme la première langue classique de l'Inde avant même le sanskrit. Le gouvernement indien lui a d'ailleurs, en 2004, accordé le statut officiel de Classical Language (« Langue classique »).

## Histoire
Le tamoul possède une riche littérature qu'on ne peut malheureusement pas dater avec précision, les ōlai ou manuscrits gravés sur feuilles de palmier au moyen desquels elle a été transmise (par copies successives) ne pouvant survivre plus de 300 ans dans les conditions climatiques de l'Inde du Sud. Certains affirment que la littérature tamoule est vieille de plus de 2500 ans, mais les seules choses qui peuvent être datées avec précision sont les traces épigraphiques.
Il est également affirmé que l'œuvre la plus ancienne est un traité de Grammaire et de Poésie, le Tolkāppiyam (attribué à Tolkāppiyaṉār), mais il est possible que le Tolkāppiyam tel que nous l'avons aujourd'hui soit l'aboutissement d'un processus d'accrétion, où des parties composées par des auteurs distincts auraient été regroupées par un ultime rédacteur.

## PoésieSangam
La poésie Sangam tenait une place essentielle dans cette littérature. L'origine du nom provient d'un récit de caractère légendaire, qui se trouve dans l'introduction du commentaire sur le Kaḷaviyal eṉṟa Iṟaiyaṉār Akapporuḷ. Cette introduction explique que les poètes se réunissaient en académies appelées caṅkam (prononcer « sangam »). C'est pourquoi on désigne souvent aujourd'hui la littérature tamoule classique par le nom de Littérature du Sangam.
Cette poésie se réfère aux poèmes écrits entre 300 av. J.-C. et 600 apr. J.-C.,,. On en compte aujourd'hui 2 381, écrits par 473 poètes, dont 102 restent anonymes.
La période durant laquelle ces poèmes ont été écrits est couramment appelée « période Sangam », en souvenir de ces académies Sangam,,. La littérature Sangam est essentiellement profane et traite de thèmes tamouls de la vie quotidienne.
Les poèmes appartenant à la littérature Sangam ont été composés par des Tamouls, tant des hommes que des femmes, de diverses professions et appartenant à diverses classes de la société.
Les textes qui composent la littérature Sangam, d'inspiration non religieuse dans leur très grande majorité, ont été réunis en anthologies à une date mal déterminée. Des commentaires, des annotations, des colophanes ont été rajoutés aux alentours de l'an 1000. Ces anthologies ont elles-mêmes été regroupées en une super-anthologie, qui est appelée Eṭṭuttokai « Les Huit Recueils ». Dans le même ordre d'idées, on peut citer aussi d'autres regroupements d'œuvres comme les Pattup Pāṭṭu « Dix (longs) Chants » et les Patiṉeṇ Kīḻkkaṇakku, un recueil de 18 œuvres dont la plus célèbre est le Kuṟaḷ.
Les poèmes érotiques de la tradition Sangam s'appuient sur une symbolique caractéristique, les « paysages Sangam » (en langue tamoule : அகத்திணை « ordonnance interne »). Le principe de base, dont la première évocation intervient avec le Tolkappiyam (la plus ancienne grammaire du tamoul), est la classification des poèmes en différents modes (dits thinaïs, en tamoul : திணை), selon la nature du poème, le lieu et les sentiments évoqués. Chaque thinaï est étroitement associé à un paysage particulier (un peu à la manière de la « roue de Virgile »), et l'imagerie associée (les fleurs, arbres, animaux, métiers, le climat et la géographie) revient dans chaque poème de façon à évoquer un aspect particulier de la relation amoureuse.
Les premiers thinaï sont: 
- la montagne (kurinji, குறிஞ்சி) ;
- la forêt (mullai, முல்லை) ;
- les prés (marutham, மருதம்) ;
- la mer (neithal, நெய்தல்) ;
- le désert (paalai, பாலை).

D'autre genre de thinaïs, non paysagers, kaikkiLai et perunthinai, furent adjoints à ceux-là pour évoquer l'indifférence et l'amour impossible. Des thinaïs similaires se retrouvent dans la poésie puram, mais les genres évoquent plutôt un métier ou une occupation qu'un paysage.
Les chefs-d'œuvre de la tradition Sangam étaient oubliés depuis des siècles lorsqu’à la fin du XIXe siècle,  plusieurs érudits tamouls parmi lesquels S. V. Damodaram Pillai et U. V. Swaminatha Iyer,  recueillirent et numérotèrent patiemment de nombreux manuscrits à des stades variés de dégradation. C'est ainsi qu'ils firent imprimer successivement Tolkāppiyam, Nachinarkiniyar urai (1895), Tholkappiyam Senavariyar urai, (1868), Manimekalai (1898), Silappatikaram (1889), Pattupattu (1889), et Purananuru (1894), autant d'anthologies accompagnées de commentaires savants. Au total, Damodaram Pillai et Swaminatha Iyer publièrent plus de 100 ouvrages, dont des poèmes mineurs.

## Détail de la composition des anthologiesSangam
Les Eṭṭuttokai (les « Huit Recueils ») sont:
- Akanāṉūṟu
- Naṟṟiṇai
- Kuṟuntokai
- Puṟanāṉūṟu
- Aiṅkuṟunūṟu
- Patiṟṟuppattu
- Kalittokai
- Paripāṭal